# バート・ヘルスフェルト

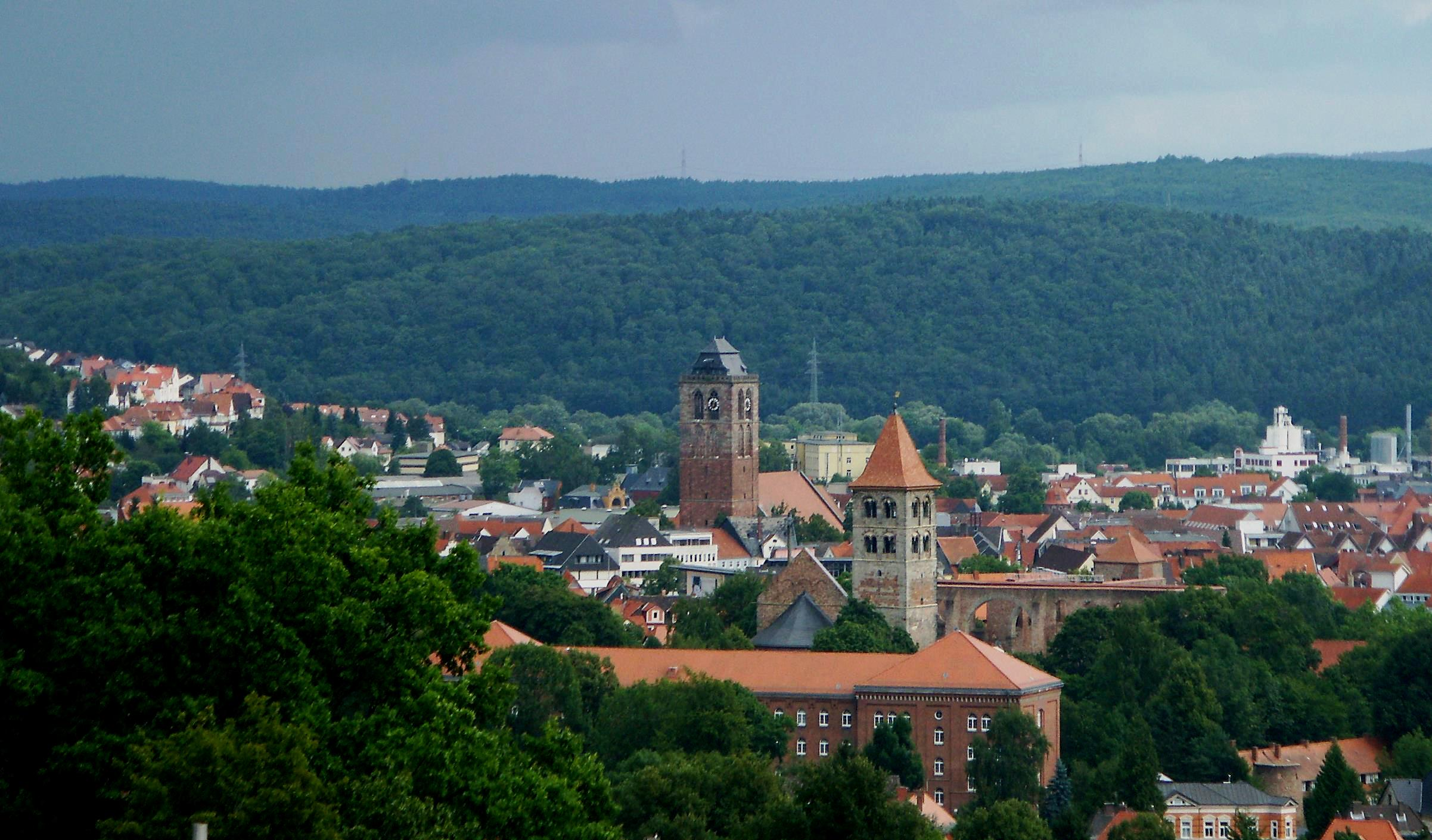
ターゲベルクから望むバート・ヘルスフェルト旧市街

バート・ヘルスフェルト (ドイツ語: Bad Hersfeld, ドイツ語発音: [baːt ˈhɛrsfɛlt])はドイツ連邦共和国ヘッセン州カッセル行政管区のヘルスフェルト＝ローテンブルク郡に属す市である。ヘッセン州北東部に位置するこの街は、演劇祭と温泉の街として知られる。
バート・ヘルスフェルトは、なによりも1951年から毎年、修道院跡で開催されているバート・ヘルスフェルト演劇祭で全国的に有名である。この修道院跡は、ヨーロッパ最大のロマネスク教会の遺構とされている。バート・ヘルスフェルトの歴史は、8世紀にまで遡る。

## 地理

### 位置
この街は、フルダ川やハウネ川とその支流が造り出したヘルスフェルト盆地に位置している。内市街はフルダ川左岸にある。この市街地内でガイスバッハ川が、すぐ下流でゾルツ川が右岸側からフルダ川に合流する。南西側にはフォーゲルスベルク山地、北西側にはクニュル山地、北東側にはゾイリングスヴァルトがある。市の最低地点は、ゾルツ川がフルダ川に合流する地点の海抜 195 m、最高地点は海抜 408 m のラックスベルク（クニュル山地）である。本市は、定義次第で北ヘッセンにも東ヘッセンにも含められる。最寄りの大きな街としては、北 52 km のカッセル、南西 79 km のギーセン、南 36 km のフルダ、東 45 km のアイゼナハがある。ドイツ木組みの家街道がバート・ヘルスフェルトを通っている。

### 地質学
旧市街は、フルダ川とガイスバッハ川の間に堆積した砂利や礫が堆積した沖積扇状地に位置する。フルダ川の谷の土壌も、そのほとんどが堆積した完新世の砂利や礫で構成されている。そこを更新世由来の黄土層やローム層が貫いている。
露出している岩層の多くの部分がブンター統中期（ブンター統は三畳紀初期にあたる）に属す。市周辺の山並みは、本質的にゲルマン三畳紀の造山運動によって形成された。川谷を覆う砂利や礫の大部分もこの造山運動によって造られた。ブンター統の造山運動で、西部と東部は海抜約 400 m に達した。たとえば、シュテラースクッペ（海抜 480.5 m）やハウクッペ（海抜 446.1 m）などである。東のヴィッパースハイン高地ではこの層は海抜 440 m に達した。ブンター統中期の地層の下側の境界は、海抜約 110 m に見られる。
これよりも新しい三畳紀の地層は、市内では分散して小さな面積で現れているだけである。たとえば、多くの小川の水源地となっているレート構造（ブンター統後期）などである。水源は市の外側にある、さらにムシェルカルク統前期から中期（ムシェルカルク統は三畳紀中期にあたる）の土地もある。この層は西から東に向かって、幅 110 - 460 m、長さ約 4600 m にわたる地溝をなしている。これがヘーネス、ヴェーネベルクといった高台と内市街北部のグート・オーバーローデとの間を伸びる、いわゆるヘルスフェルト地溝である。この地溝は、約2億年前に初めて溝が開き、当時まだ浸食されていなかった石灰層をこじ開けた。その後溝は再びやや狭まり、石灰層は褶曲した。この石灰石は、1960年代になるまでカルコベス、ヘーネス、オーバーローデで採掘され、石灰焼成所で肥料、建築資材、漆喰に加工されていた。三畳紀の最も新しい地層、たとえば、コイパー統初期の砂岩は、溶岩層に護られた地域にだけ存在するもので、本市では見られない。
ジュラ紀や白亜紀の間の土地の隆起によって、これらの地質時代の地層は存在しない。中新世（新第三紀）の火成岩はハウクッペなどに現れている。
ここでは露出していない、ブンター統初期の岩層は、街（海抜約110 m）の地下約 90 m から 390 m 下に存在している。その下に苦灰統（ペルム紀後期）の層が続く。苦灰統初期の地層から2つの鉱泉が湧出している。苦灰統後期の層は、カリ塩を採取するために、ヴェラ川沿い（ヘーリンゲン、フィリップスタール）やフルダ川沿い（フルダ近郊ノイホーフ）の 400 m の深さから採掘されている。

### 市域の広がり
現在の内市街は、ターゲベルク（海抜 323.5 m）、フラウエンベルク（海抜 310 m）、ヴェーネベルク（海抜 320 m）、ヴェンデベルク（海抜 291 m）の斜面に広がっており、マイゼバッハ川やガイスバッハ川の谷に達する。市域の南西から北東までの幅は約 4.5 km、北西から南東までの幅は約 3.5 km である。
フルダタール（フルダ川の谷）にある旧市街は、東西約 960 m、南北約 570 m、面積約 40 ha の楕円形をなしている。フルダ川は、かつては市境となっていたが、現在は旧市街を囲む都市リングを表出している。
市域面積は 73.81 km2である。

### 市の構成
バート・ヘルスフェルト市は、内市街の他、アルマースハウゼン、アスバッハ、バイアースハウゼン、ヘーネス、カトゥス、コールハウゼン、ペータースベルク、ゾルガの各市区 (Stadtteil) およびアイヒホーフ、ホーエ・ルフト、ヨハネスベルクの3地区 (Ortsbezirk) からなる。
内市街地域は市区とは見なされていない。旧市街は、シュティフツベツィルクと、その東に位置するウンターシュタットに細分される。この間に旧市街の最も古い部分が位置する。シュティフツベツィルクの西に位置するクアベツィルクも内市街に含まれる。さらに、カルコベス（早くも20世紀初めに合併した村落）、ヴェーネベルク（大農場から発生した集落）、ツェラースグルント、オーバーローデ（農業地区）、ホーフ・ヘールガンス（同じく農業地区）、メンヒェス（廃村、1998年まではここに営林署があった）も内市街に含まれる。

### 隣接する町村
バート・ヘルスフェルトは北から時計回りに、ルートヴィヒスアウ、フリーデヴァルト、シェンクレングスフェルト、ハウネック、ニーダーアウラ、キルヒハイム、ノイエンシュタインと境を接している。

### 気候
中央ヨーロッパに位置することから、バート・ヘルスフェルトは温暖な気候圏に位置している。局地的には周辺のヘッセンやテューリンゲンの山に囲まれたフルダタールに護られている。バート・ヘルスフェルトの年間平均気温は比較的高い 8.7 ℃であり、平均年間降水量は 718.1 mm しかなく、かなり乾燥している。平均年間日照時間は 1385.4 時間である。長期平均で夏日は年間34日、冬日は86日、真冬日は22日である。
| バート・ヘルスフェルトの気候 | バート・ヘルスフェルトの気候 | バート・ヘルスフェルトの気候 | バート・ヘルスフェルトの気候 | バート・ヘルスフェルトの気候 | バート・ヘルスフェルトの気候 | バート・ヘルスフェルトの気候 | バート・ヘルスフェルトの気候 | バート・ヘルスフェルトの気候 | バート・ヘルスフェルトの気候 | バート・ヘルスフェルトの気候 | バート・ヘルスフェルトの気候 | バート・ヘルスフェルトの気候 | バート・ヘルスフェルトの気候 |
| 月 | 1月                          | 2月                          | 3月                          | 4月                          | 5月                          | 6月                          | 7月                          | 8月                          | 9月                          | 10月                         | 11月                         | 12月                         | 年                           |
| --- | ---------------------------- | ---------------------------- | ---------------------------- | ---------------------------- | ---------------------------- | ---------------------------- | ---------------------------- | ---------------------------- | ---------------------------- | ---------------------------- | ---------------------------- | ---------------------------- | ---------------------------- |
| 最高気温記録 °C （°F） | 14 (57)                      | 16 (61)                      | 22 (72)                      | 29 (84)                      | 32 (90)                      | 36 (97)                      | 36 (97)                      | 37 (99)                      | 30 (86)                      | 25 (77)                      | 18 (64)                      | 14 (57)                      | 37 (99)                      |
| 平均最高気温 °C （°F） | 2 (36)                       | 4 (39)                       | 9 (48)                       | 15 (59)                      | 19 (66)                      | 22 (72)                      | 23 (73)                      | 23 (73)                      | 18 (64)                      | 13 (55)                      | 7 (45)                       | 3 (37)                       | 13.2 (55.6)                  |
| 日平均気温 °C （°F） | −0.1 (31.8)                  | 0.8 (33.4)                   | 4.0 (39.2)                   | 8.0 (46.4)                   | 12.8 (55)                    | 16.1 (61)                    | 17.6 (63.7)                  | 17.0 (62.6)                  | 13.6 (56.5)                  | 9.2 (48.6)                   | 4.2 (39.6)                   | 1.1 (34)                     | 8.69 (47.65)                 |
| 平均最低気温 °C （°F） | −3 (27)                      | −3 (27)                      | 0 (32)                       | 4 (39)                       | 9 (48)                       | 11 (52)                      | 14 (57)                      | 13 (55)                      | 10 (50)                      | 6 (43)                       | 2 (36)                       | −2 (28)                      | 5.1 (41.2)                   |
| 最低気温記録 °C （°F） | −28 (−18)                    | −28 (−18)                    | −22 (−8)                     | −12 (10)                     | −2 (28)                      | 2 (36)                       | 5 (41)                       | 5 (41)                       | 0 (32)                       | −14 (7)                      | −18 (0)                      | −34 (−29)                    | −34 (−29)                    |
| 降水量 mm （inch） | 54.1 (2.13)                  | 46.2 (1.819)                 | 66.6 (2.622)                 | 55.0 (2.165)                 | 68.9 (2.713)                 | 76.8 (3.024)                 | 69.6 (2.74)                  | 59.4 (2.339)                 | 51.1 (2.012)                 | 53.1 (2.091)                 | 62.9 (2.476)                 | 65.5 (2.579)                 | 729.2 (28.71)                |
| 平均降雨日数 | 17                           | 14                           | 12                           | 14                           | 13                           | 13                           | 15                           | 14                           | 12                           | 14                           | 16                           | 16                           | 170                          |
| 平均降雪日数 | 7                            | 6                            | 3                            | 0                            | 0                            | 0                            | 0                            | 0                            | 0                            | 1                            | 3                            | 8                            | 28                           |
| % 湿度 | 84                           | 81                           | 77                           | 72                           | 70                           | 71                           | 71                           | 73                           | 78                           | 82                           | 84                           | 85                           | 77.3                         |
| 平均月間日照時間 | 38.2                         | 65.7                         | 101.0                        | 143.3                        | 185.9                        | 181.9                        | 192.8                        | 178.2                        | 130.5                        | 93.7                         | 41.4                         | 32.8                         | 1,385.4                      |
| 出典：最高気温記録、平均最高記録、平均最低気温、最低気温記録、平均降雪日数: MSN Weather / 日平均気温、降水量、平均月間日照時間: ドイツ気象庁 / 平均降雨日数、% 湿度: WetterKontor |                              |                              |                              |                              |                              |                              |                              |                              |                              |                              |                              |                              |                              |

2008年からバート・ヘルスフェルトにはドイツ気象庁の自動化された測候所が置かれている。この測候所は、ヴィッパースハイン高地の北西斜面、市街地より約 60 m 高い位置にある。

## 歴史

### 概要
発掘調査では、紀元前2000年頃の新石器時代の集落跡、紀元前1200年頃の青銅器時代の墓、紀元前400年頃のラ＝テーヌ時代の出土品が発見されており、かなり古い時代からこの街の市域で定住がなされていたことが示されている。
地名は Hairulfisfelt (775)、Heriulfisfelt (778)、Heresfeld (1005/06)と書かれてきた。-felt、 -feldは英語の -fieldに対応し、「平地」「平野」を意味する。Hairulfis-、Heriulfis-、Heres- は古いドイツの人名 Hariulfを指すものと思われる。
史料によれば、バート・ヘルスフェルトの歴史は、修道士シュトゥルミウスが736年に Haerulfisfelt に庵を結び、ルルスが769年と775年の間に同じ集落にベネディクト会ヘルスフェルト修道院を創設したことに始まる。2人は伝道司教ボニファティウスの弟子であり、後者はマインツ大司教として聖ボニファティウスの後継者になった人物である。同修道院は775年にカール大帝の保護下に入り、修道院長を自由に選ぶ権利を付与された。帝国修道院となったヘルスフェルト修道院は、フランク王国の諸王その他らによる寄進を受け、ヘッセン・テューリンゲンに広大な所領を獲得した。10世紀修道院の図書館には重要な写本が収蔵され、修道院学校は名声を博し、11世紀歴史記述（修道院創設者の伝記等）が盛んに行われた。叙任権闘争では、ハインリヒ4世の側に立った。皇帝ハインリヒは、ザクセンに対する遠征の出発地としてこの修道院を使用した。中世末期には教会守護権の維持を狙うテューリンゲン/ヘッセンの方伯と領邦形成のために対決した。
ヘルスフェルトは、1142年に初めて市場町として、1170年には都市として記述されている。その後の世紀に修道院の権力は衰退し、大空位時代以降は神聖ローマ皇帝に頼ることもできなくなった。1373年からヘッセン方伯が、防衛同盟を介してこの街に影響力を持った。1378年のヴィタリスナハトに修道院と市との間の権力闘争がピークに達した。1439年に市の大部分が火災によって失われた。この街の最も古い木組み建築は、1452年に建造された聖具棟である。修道院長ルートヴィヒ5世（1571年 - 1588年）は、修道院の建物をヴェーザールネサンス様式に増改築することで、この街に何世紀も遺る建築の華を咲かせた。現在も旧市街には、たとえば旧貨幣鋳造所所やアイヒホーフ城といった建物が遺されている。

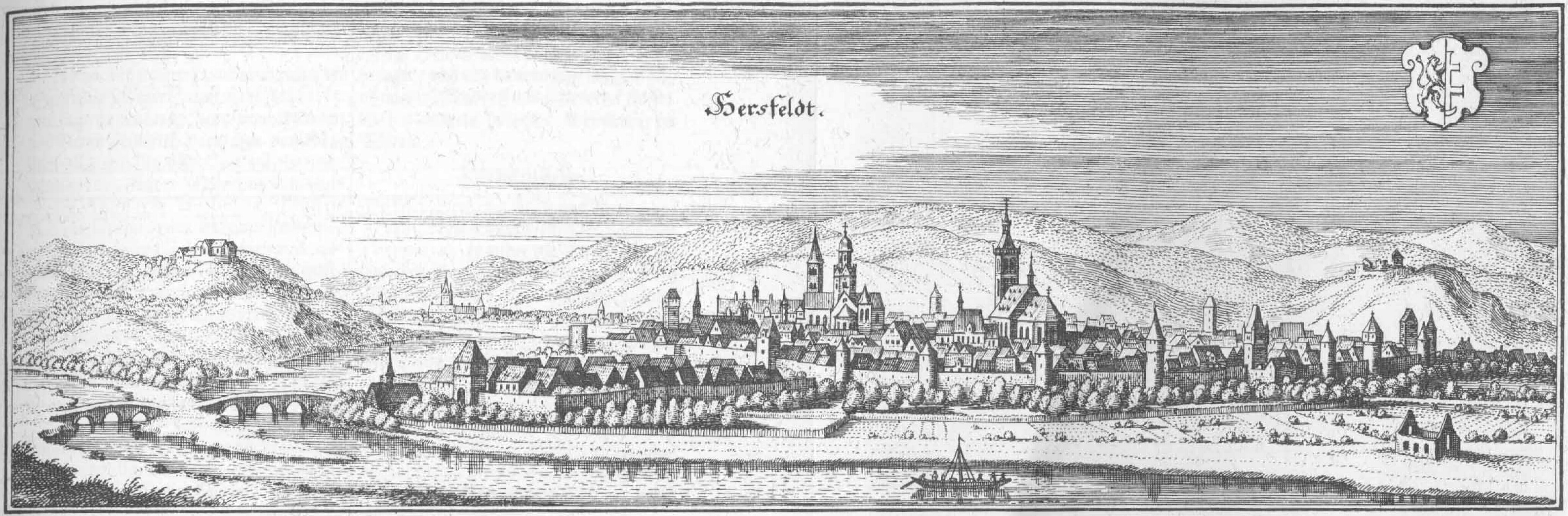
1655年に出版されたマテウス・メーリアンの銅版画に描かれたヘルスフェルト

1230年頃に開始された市壁建設は14世紀に完成したと思われる。12世紀に移住してきたフランドルの織物職人のおかげで近代にいたるまでこの町の織物業は栄えた。
1525年のドイツ農民戦争によって、市の大部分と修道院はヘッセン領となった。1606年の最後の修道院長逝去や1648年のヴェストファーレン条約によってヘルスフェルト修道院の帝国領邦は世俗のヘッセン＝カッセル方伯領となった。七年戦争では、1761年に修道院教会と修道院の建物が焼失した。1807年にはナポレオン占領軍によって街はほぼ完全に破壊された。バーデンのリング中佐がナポレオンの命令を「言葉通り」に遂行したためであった。彼は4つの建物に火をつけることで、街の4方向すべてを燃やすことを企図し、実行したのであった。
1821年にヘルスフェルトはヘッセン選帝侯領ヘルスフェルト郡の郡庁所在都市となった。早くも1866年に駅が開業し、鉄道交通が稼働した。1938年からヘルスフェルトは、インターチェンジによってキルヒハイムからカッセルに通じるアウトバーン（現在の A7号線）に接続した。1945年、捕虜となった2人の司令官がヘルスフェルトの平和的移譲を保証し、これによって街は2度目の破壊を免れた。街は、1949年からバート・ヘルスフェルトの名称を用い、1963年以降ヘッセン州指定の温泉町となった。
旧ヘルスフェルト郡とローテンブルク郡との合併により、バート・ヘルスフェルトは、新たに創設されたヘルスフェルト＝ローテンブルク郡の郡庁所在都市となった。

### 市町村合併
1918年7月1日にそれまで独立した町村であったカルコベスが合併した。1928年にグートベツィルク・マイゼバッハがこれに加わった。この地域は現在のヨハネスベルク市区にあたる。
1971年12月31日に、アルマースハウゼン、バイアースハウゼン、ヘーネス、カトゥス、コールハウゼン、ペータースベルク、ゾルガが合併した。

## 住民

バート・ヘルスフェルトの人口推移

### 人口推移
1525年のこの街には 400人の男性が住んでいた。これはおそらく「ハウスゲゼッセネン」（市民権を持つ男性）のみの数字である。三十年戦争前の1614年には 725戸であった。この時代の街の人口は3,300人から3,600人と推定される。街は、18世紀半ばにやっとこの人口を回復した。
三十年戦争後人口はゆっくりと増加した。度重なる戦争、疫病、飢餓によって人口は何度も逆戻りした。19世紀半ば、市壁の外にまで市が拡大し、繊維産業や機械製造業が盛んになって初めて、人口は大きく増加した。1910年から1913年の間に人口は1万人を超えた。第二次世界大戦後の1946年から1950年までの間に2万人を超えた。旧ドイツ東部領土から追放された人々が流入したことでこの街の人口は1962年までに約27,000人となり、1987年から1994年までの間に3万人を超えた。
HAヘッセン・エージェント GmbH は、人口構造や、人口集中地域への予想される移住によって本郡の人口は2020年までに約 6 % 減少すると想定している。この減少は、この街にとっても同じ時期に起こることが予想される。

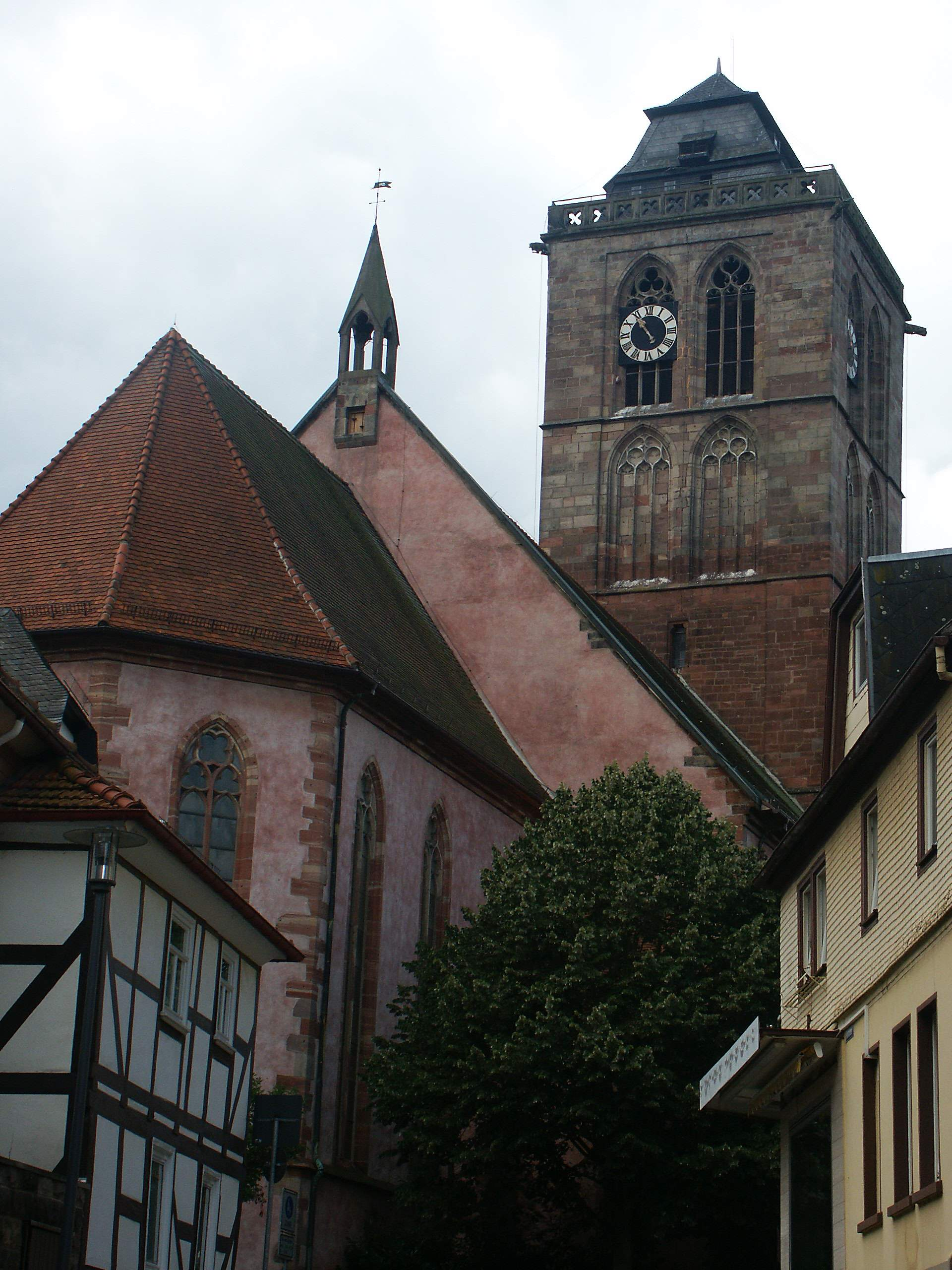
ヘルスフェルトの福音主義市教会

### 宗教
バート・ヘルスフェルト市の地域は現在、クアヘッセン＝ヴァルデック福音主義教会と、これとほぼ同じ地域を管轄するカトリックのフルダ司教区に属している。この街は福音主義信者が多数を占める。
2大教会の他に、様々な教団や自由教会がバート・ヘルスフェルトにある。たとえば、地方教会共同体、福音主義自由教会組織（バプテスト）、エヴァンゲリウムシュリステン＝バプティステン (EchB)、セブンスデー・アドベンチスト教会、自由キリスト教会（ペンテコステ派）などである。さらに新使徒派教会やエホバの証人の教団組織もある。
市内3つのモスク組織に約 700人のムスリムが属している。

## 行政

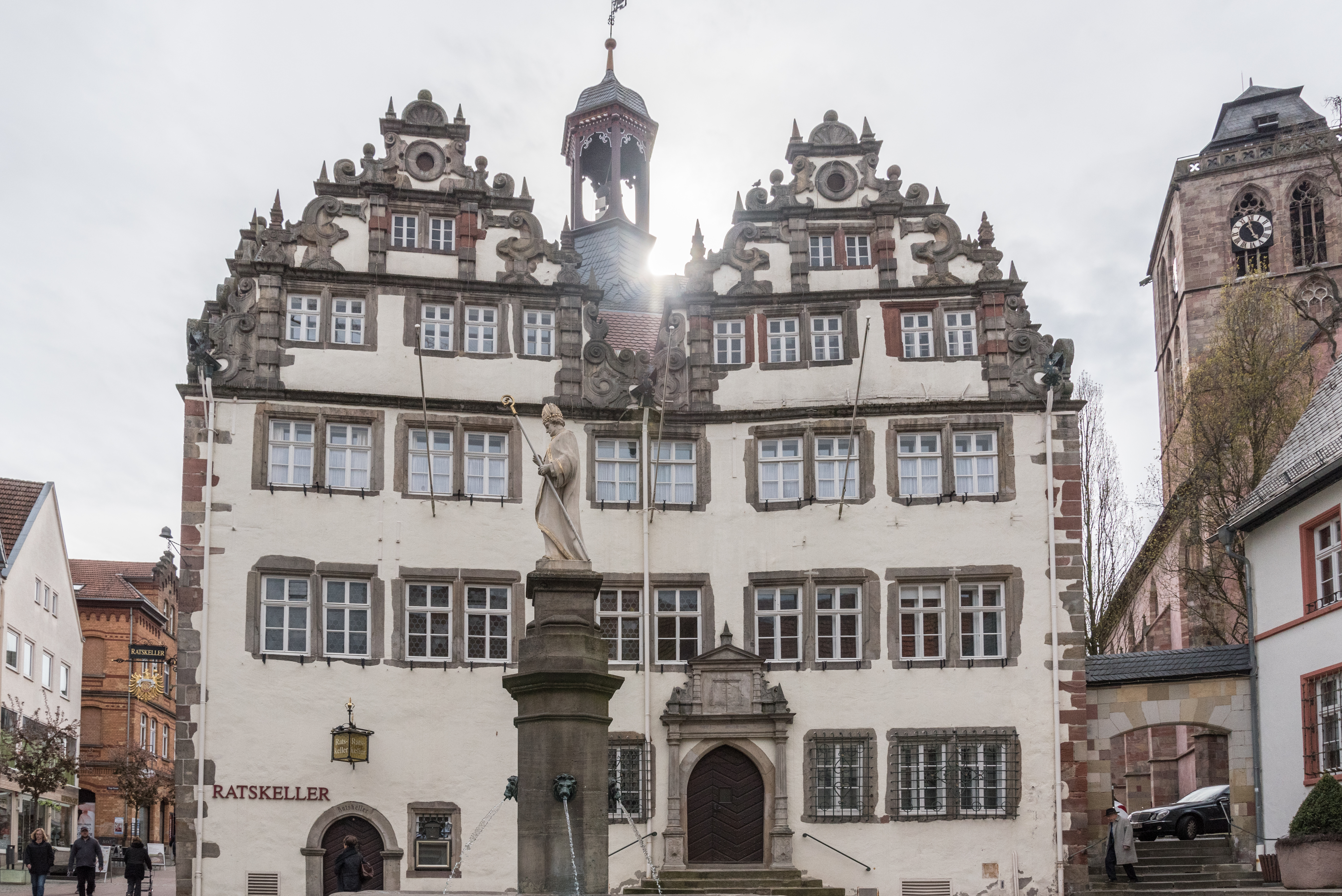
バート・ヘルスフェルトの市庁舎

### 市議会
2016年3月6日の市議会議員選挙以降、この街の市議会は39議席で構成されている。
ロタール・ザイツ (SPD) が市議会議長、グンター・グリムが筆頭議員に選ばれた。

### 市長
2010年11月21日の決選投票でトーマス・フェーリング (FDP が 50.7 % の票を獲得して対立候補のグンター・ミュラー (SPD) に勝利し、市長に選出された。
2016年9月11日の選挙では、第1回投票でフェーリングが 52.5 % の票を獲得して SPD 候補者カルステン・フォルマーに勝利し、2022年までの市長に再選された。
第二次世界大戦後の市長を列記する。
- 1945年 - 1945年: ベルンハルト・アンドレ
- 1945年 - 1946年: ハインリヒ・ザウアーヴァイン
- 1947年 - 1948年: フリツウ・ブリュール
- 1949年 - 1962年: オットー・ヤンセン
- 1963年 - 1977年: ヴェルナー・ヘッセマー
- 1978年 - 1989年: ハルトムート・ヘニング・ベーマー
- 1990年 - 1996年: ヴァルター・ヴァイス
- 1996年 - 2010年: ハルトムート・ヘニング・ベーマー
- 2011年 - : トーマス・フェーリング

### 紋章
図柄: 左右二分割（パーティ・パー・ペイル。向かって左（デキスター）は青地で、左（向かって右）に向かって立ち上がり（カウンター・ラムパント）、金の冠を被り、金の爪を持ち、9回入れ替わる赤と白で塗り分けられた獅子。向かって右は銀地で、下部が尖った赤い複十字。
1256年から使われていた最も古い印章には聖ヴィークベルトが、14世紀の小さな印章にはマインツの輪とともにベネディクト会ヘルスフェルト修道院の守護聖人シモンとユダ・タダイが、修道院の徴として複十字が描かれていた。最後の印章は後期ゴシック様式の市の印章である。1525年のヘッセン方伯フィリップによるこの街の占領後にヘッセンの獅子が描かれるようになった。1559年からは、獅子と複十字の組合せが市の紋章に初めて現れ、17世紀以降書物にも描かれるようになった。

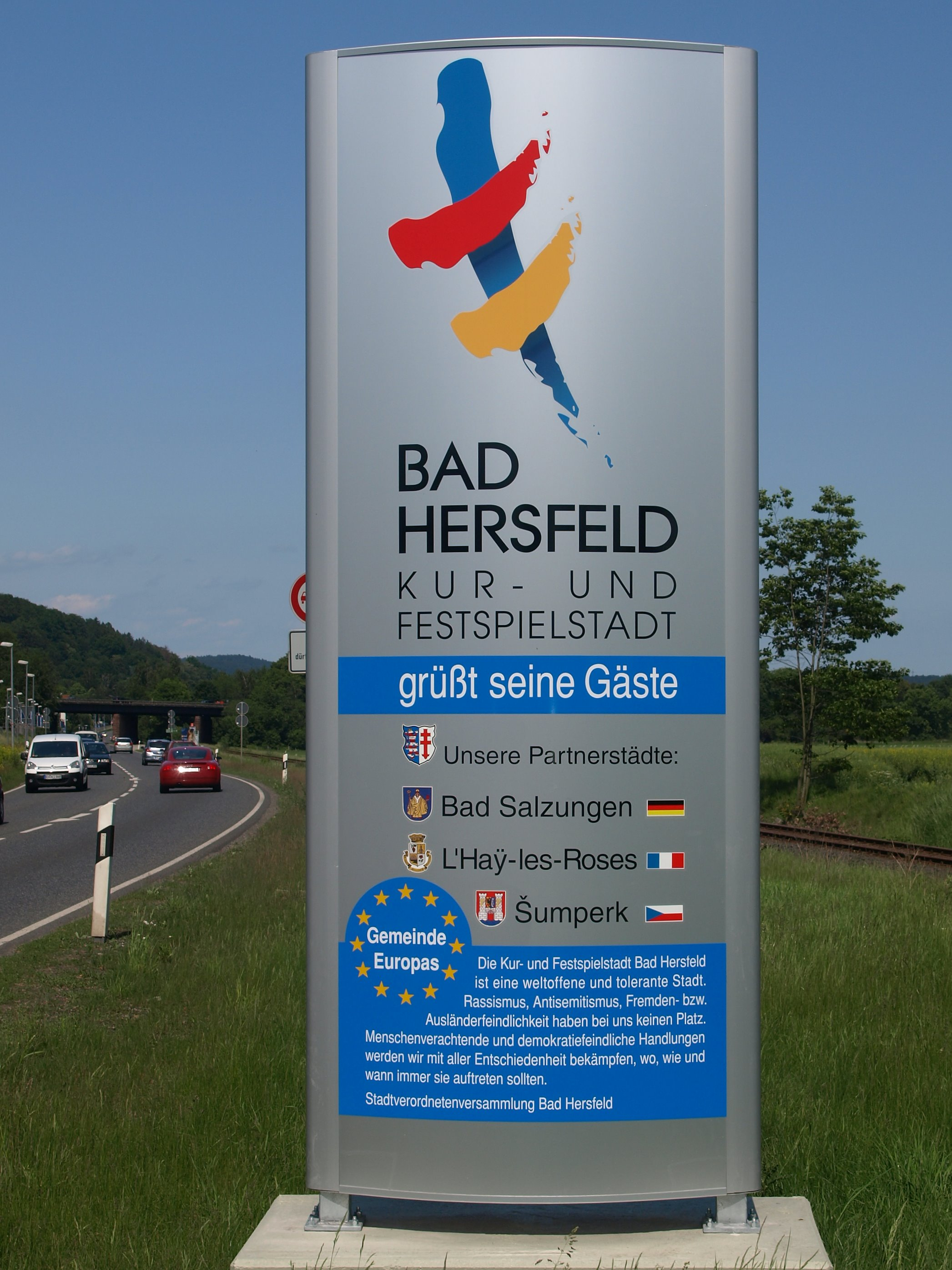
新しいロゴが描かれた街の標識。下部には姉妹都市の紋章と名前が記されている

複十字は、「ヘルスフェルトの複十字」という名で知られている。ヘルスフェルト十字はロレーヌ十字とよく似ている。複十字は後期ゴシック様式の市の印章では単独で用いられている。紋章は初め、二分割で、向かって左側に縞で塗り分けられていない獅子が描かれ、向かって右半分に先端がユリ型になった複十字が半分だけ描かれていた。これは2008年にデザインされたバート・ヘルスフェルトのスタイリッシュなロゴに再び採用されている。このロゴはマーケティング目的や市のインターネットサイトで使われている。
市の色は銀（白）と赤である。旗は赤と白で紋章が描かれている。

### 姉妹都市
- ライ＝レ＝ローズ（フランス、ヴァル＝ド＝マルヌ県）1988年[24]
- バート・ザルツンゲン（ドイツ語版、英語版）（ドイツ、テューリンゲン州）1990年[24]
- シュムペルク（チェコ、オロモウツ州）1994年[24]

### 援助協力関係
- シュムペルクから追放されたドイツ人に対する援助協力（1954年）[25]
- ドイツ海軍のSボート「S 75 Zobel」に対する援助協力（1973年）[26][25]
- インターシティーエクスプレス 2「バート・ヘルスフェルト」（2003年）[27]

## 文化と見所
1962年から市は毎年、バート・ヘルスフェルト演劇祭に伴って、当該演劇シーズンの俳優にヘルスフェルト賞を授与している。この他に市が授与している賞として、「ウレンローダー・クルツィフィクス」がある。これは廃村ウレンローデ（現在のルートヴィヒザウのメックバッハ地区の高台にあった集落）で発掘された11世紀初期の青銅製十字架像の鋳物のことである。

### 音楽
毎年演劇祭の後に修道院跡でバート・ヘルスフェルト歌劇祭が開催される。音楽活動サークル e.V. は1961年から演劇祭の季節に合わせて修道院跡、市立ホール、ヨハン＝ゼバスティアン＝バッハ＝ハウスにおいてバート・ヘルスフェルト演劇祭コンサートを行っている。さらに市立ホールやヨハン＝ゼバスティアン＝バッハ＝ハウスでは年間にわたってシーズンコンサートが開催されている。たとえば、ヘッセンとテューリンゲンの国際バッハの日、毎年受難週と復活祭に上演される大規模合唱作品や室内楽の名作が演奏される。
さらに6月の第1週末にジャズ＝フェスティバルが開催される。国内外のスターやこの街のグループが、週末の間中朝から夕方遅くまで、スウィング・ジャズ、ビート・ジャズ、ブルースで活気づく。このフェスティバルは年々規模が拡大し、あらゆる地域から多くの観客を集めている。
秋には毎年クロス＝ミュージック＝メタル＝フェストが開催される。このフェストには、世界中のハードロックやメタルロックのバンドが数多く参加する。2009年から9月または10月に開催され、ヨーロッパ中から観客を引き寄せている。2008年には初めて2日間にわたって開催された。

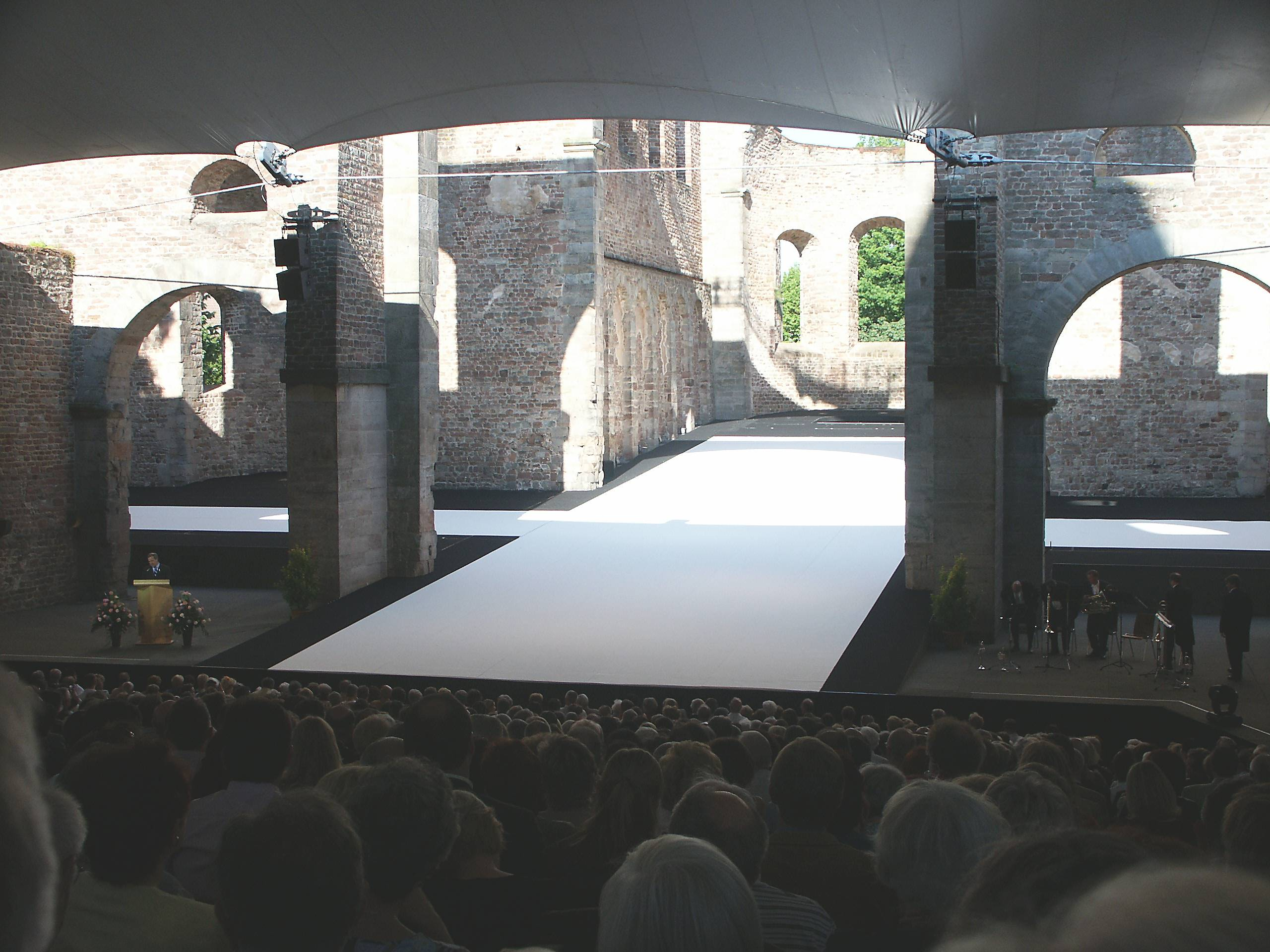
修道院跡に設けられたヘルスフェルト演劇祭の舞台

### 演劇
毎年夏にバート・ヘルスフェルト演劇祭が開催される。演劇祭シーズン以外にも市立ホールで演劇が上演されている。

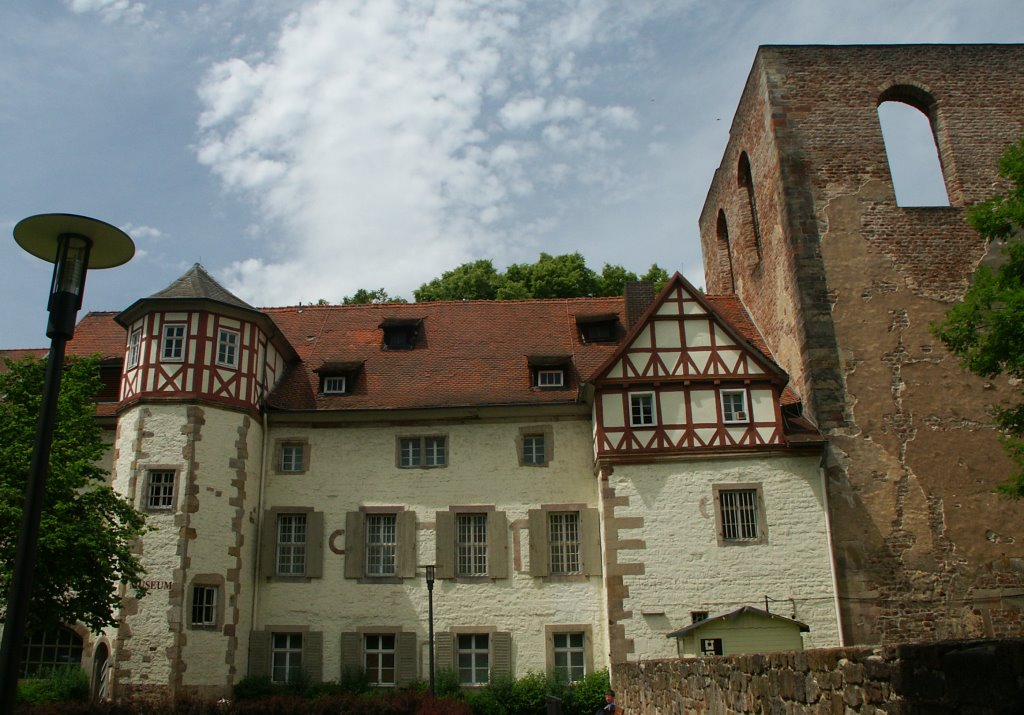
市立博物館が入居する旧修道院の建物

### 博物館
バート・ヘルスフェルト市立博物館は、修道院教会跡の南に建つ唯一現存する旧修道院建築に入居している。市や修道院の歴史部門の他に市の手工業分野の展示は特筆するに値する。集会ホールや屋階では、入れ替え展示（現代美術）がなされている。2011年10月、工業保護文化財に指定されたシルデ社のシュトックヴェルクハレに言語とコミュニケーションをテーマとする参加型展示が開館した。現在、旧修道院学校（アム・ノイマルクト）の隣に、コンラート・ドゥーデンを記念した小さな博物館がある。ドゥーデンは1876年から1905年まで校長として奉職し、現在この学校は彼の名を冠している。彼が1880年に公刊したドイツ語正書法辞典は、時代の変化に応じて改訂を重ね今日に至っている。「ハウス・メーリシュ・シェーンベルク」（アム・ノイマルクト）は旧メーリシュ＝シェーンベルク郡の郷土資料コレクションを展示している。2006年以降バート・ヘルスフェルト貯蓄銀行本店には小さな貯蓄銀行博物館があり、この金融機関の歴史や銀行活動の変遷について紹介している。
- コンラート＝ドゥーデン博物館

### 建築

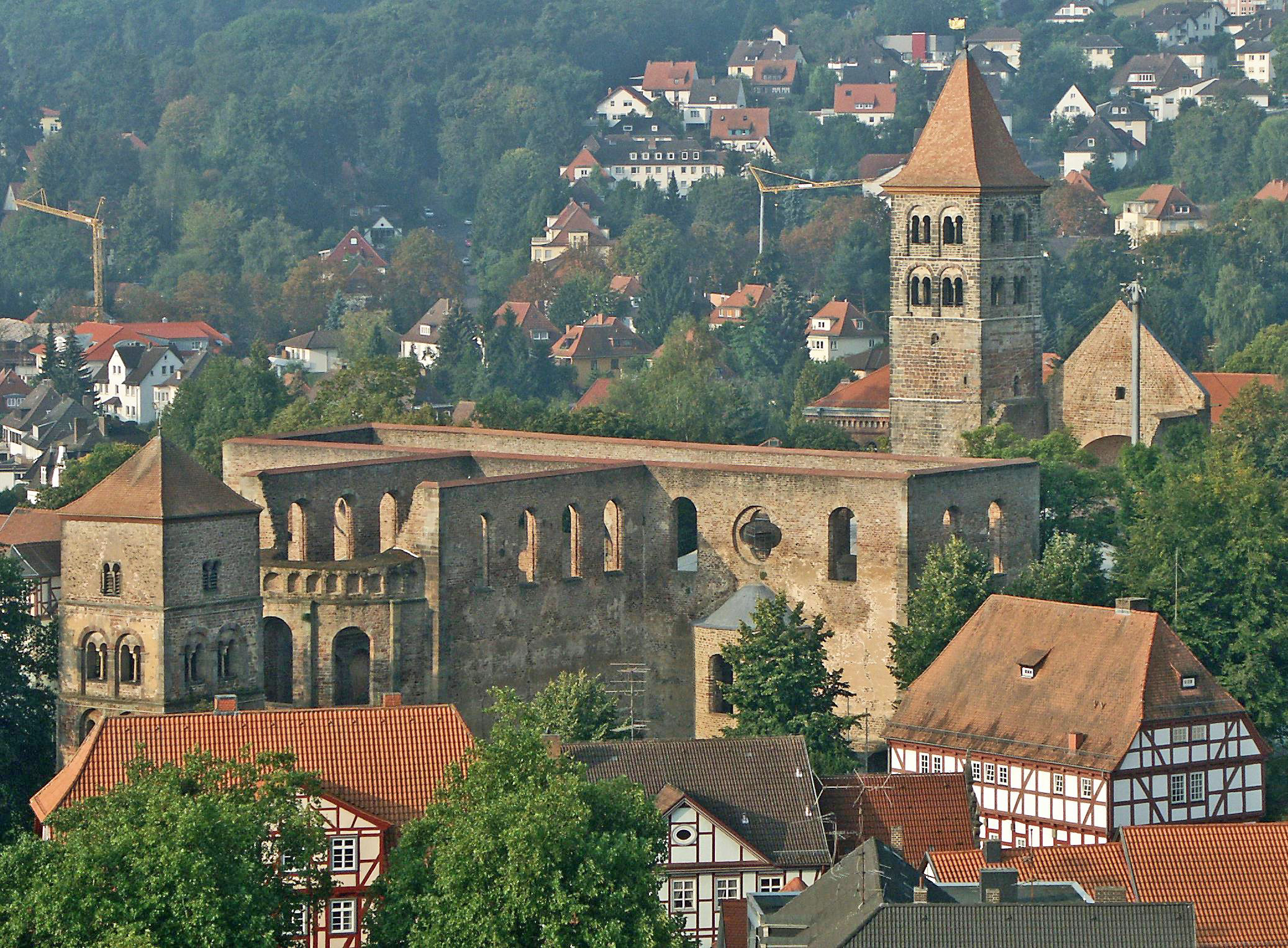
ヘルスフェルト修道院教会

旧市街には、216棟の保護文化財に指定された建造物がある。旧市街の西側に修道院教会の遺構がある。このヨーロッパ最大のロマネスク教会の遺構は、バート・ヘルスフェルト演劇祭の会場として利用されている。クロスターベツィルクにはカタリーネン塔があり、その中にドイツで最も古い日付の銘をもつ鐘ルルスグロッケが設置されている。この他に、修道院棟の一翼（現在は博物館、集会ホールが遺されている）や市壁の遺構（南門、ハルプシャーレン塔）が現存している。レオンハルト＝ミュラー＝アンラーゲの2つのノルトシュール池は市の濠の残骸である。この公園には、1378年に市民がシュテルナー同盟の攻撃を逃れた場所にヴィタリス十字架の複製がある。十字架のオリジナルは博物館で見ることができる。この他の市の防衛施設の遺構としては、ウンターシュタット（旧市街の東側）に、クラウス塔、見張り・牢獄塔、やや小さい火薬塔がある。
さらにヨハネストーア通りに、ゴシック様式の礼拝堂を持つ1239年に設立されたエリーザベト病院がある。修道院以外の建物としては、アイヒホーフ城や、旧プロプスタイ・ヨハネスベルクの遺構（伝道師養成所）がある。この両建築は旧市街から約 3 km 離れた場所にあり、クアパークを通って徒歩で行くことができる。
旧市街の中心にゴシック様式の市教会がある。14世紀に建設されたその教会塔はバート・ヘルスフェルトの象徴的建造物となっている。教会広場には、木組み建築が密集している。その中に1452年に建造された本市で最も古い木組み建築である旧聖具棟がある。市教会のすぐ隣に市庁舎がある。この市庁舎は、1371年頃にゴシック様式で建設され、1607年から1612年にヴェーザールネサンス様式に増改築された。その他の木組み建築群は歩行者専用地区にある。ここでは特にクラウス通りの豊かに装飾されたツィンマーマンスハウスが特筆に値する。
かつては修道院の法廷（古い石造りの複十字架がある）であったリング広場にバーデンの司令官リング・フォン・リンゲンフェルトを記念した立像がある。彼は1807年にナポレオン軍によるこの街の焼き討ちを防いだ人物である。その近くにマルクト広場があり、ゴシック時代にここには旧造幣所を初め上流階級の屋敷があった。それらはルネサンス時代に改築され、向かい合うヘルスフェルト修道院の最後の隆盛期に建てられた木組み建築と同じような破風が設けられた。ノイマルクトには、木組み建築の中にリング中佐の宿舎となったリングクラウゼがある。ここには旧修道院学校（現在のコンラート＝ドゥーデン＝シューレ）やコンラート＝ドゥーデン博物館がある。

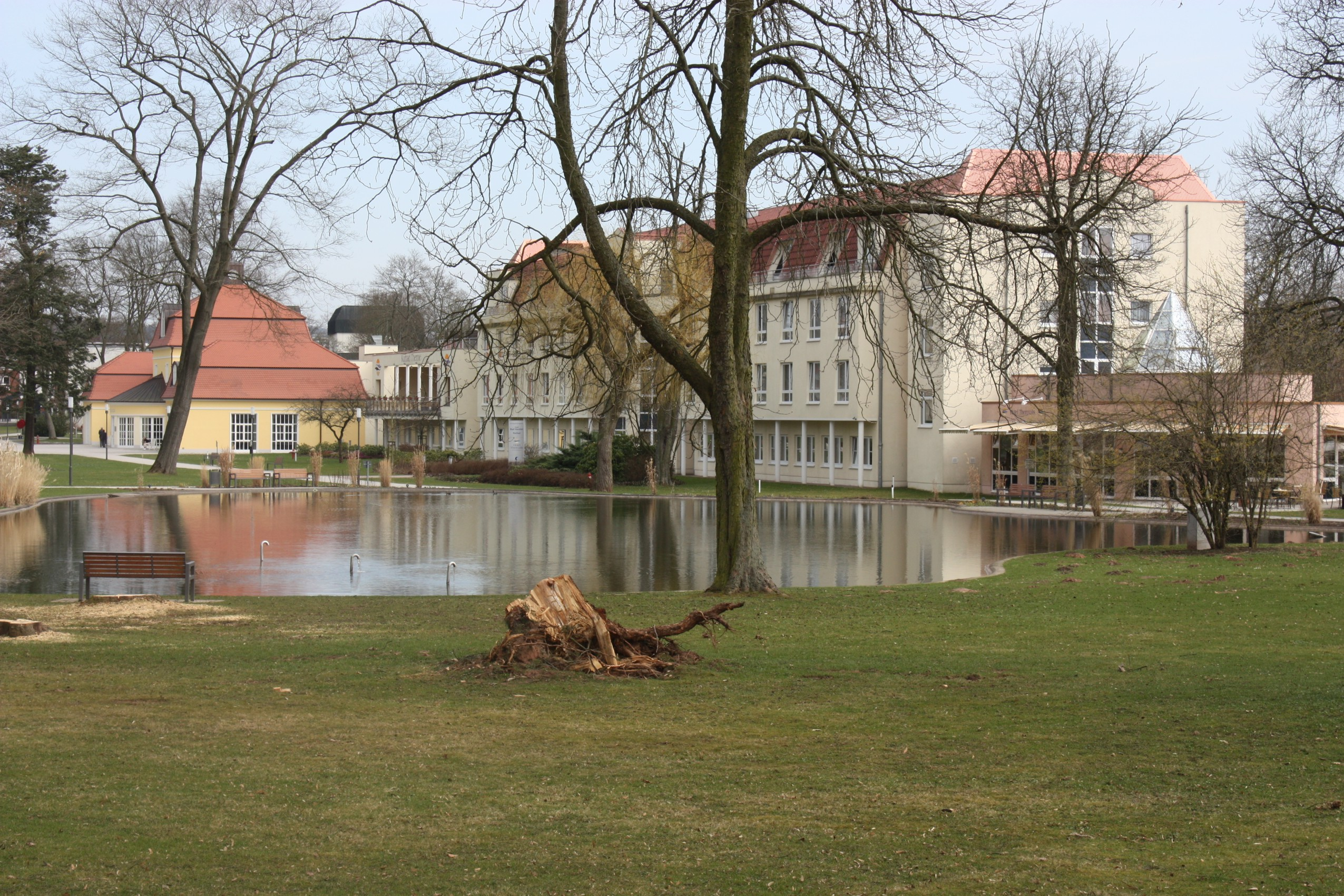
バート・ヘルスフェルトのクアパルク

- 修道院の遺構カタリーネン塔
- カタリーネン塔内に設置されたルルスグロッケ
- ヴィタリス十字架
- 市壁の遺構。半円形の塔の基部
- クラウス塔
- アイヒホーフ城
- 教会広場を囲む木組みの建築群
- バート・ヘルスフェルトで最も古い1452年建造の建物
- リング広場のリング・フォン・リンゲンフェルトの立像と石造の複十字
- バート・ヘルスフェルトのマルクト広場。右側が旧造幣所
- 旧修道院学校

### 公園
本市最大の公園がクアパルクで、広さ約 6.5 ha である。この公園は2009年から欧州庭園遺産ネットワークに属している。旧市街のすぐ近く、旧市壁沿いに2つのノルトシュール池をもつレオンハルト＝ミュラー＝アンラーゲがある。シュティフツベツィルク（修道院の丘）にも公園施設がある。この施設は2006年にシュタウデンガルテン（低木庭園）が設けられ拡張された。このシュタウデンガルテンは、18世紀半ばにここにあったバロック式庭園をモデルにして設けられた。クアパークもレオンハルト＝ミュラー＝アンラーゲも2006年から2007年に新たに造成された。
この他の緑地施設としては、フルダ湖がある広さ 15 ha のフルダパルク、ターゲベルクの小山にあり1930年に建設された展望塔ロベルト＝ハイル塔が建つカール＝シュトラウス＝アンラーゲがある。

### 記念碑

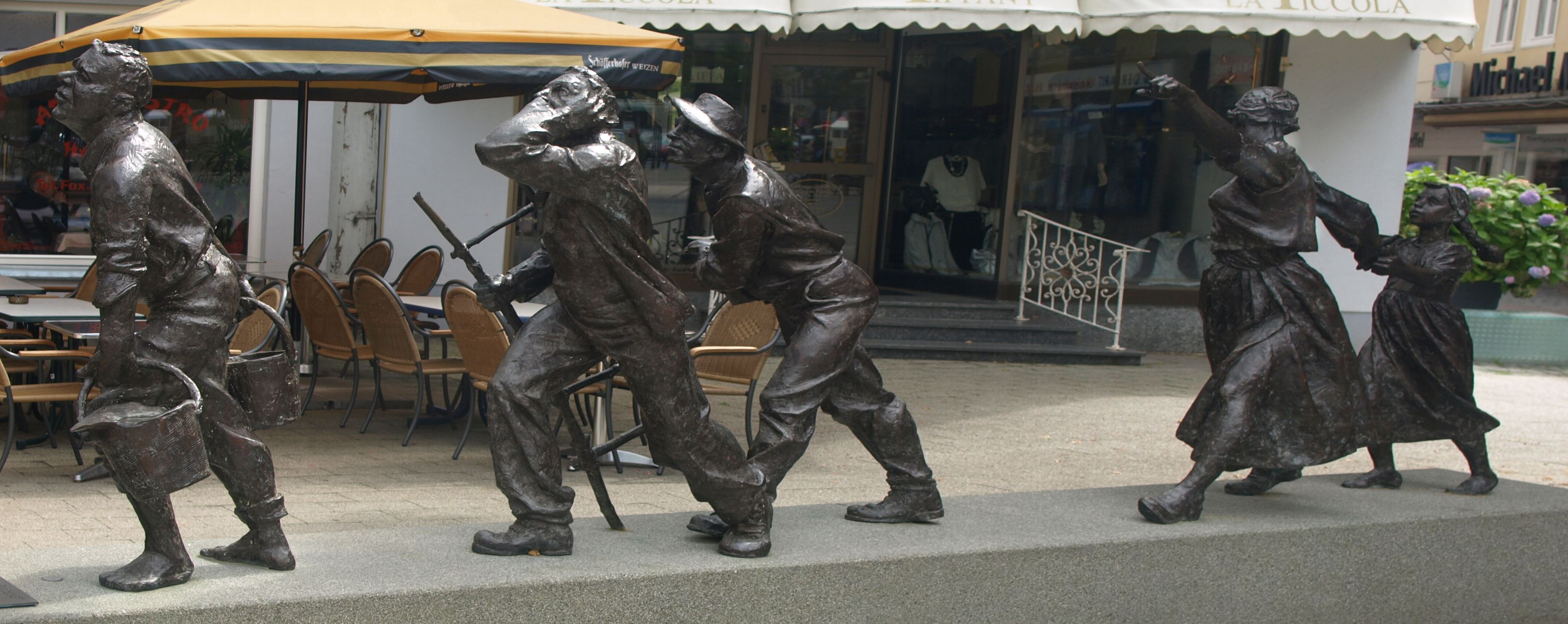
ミュッケンシュテュルマーの群像

バート・ヘルスフェルトには、中世にまで遡る記念碑が存在する。レオンハルト＝ミュラー＝アンラーゲのヴィタリス十字架は、修道院が市を襲撃した1378年のヴィタリスナハトを記念したものである。市庁舎前のルルスの泉の、1866年に建立された石造の司教像は市の創設を記念したものである。第四次対仏大同盟戦争時にヘルスフェルトを救った人物ヨハン・バプティスト・リング・フォン・リンゲンフェルトの立像は、1896年に、彼にちなんで名付けられたリング広場に設置された。1925年から市庁舎広場に第一次世界大戦の死者を追悼するアルノルト・レヒベルクのブロンズ像が設けられている。
この街の新しい記念碑としては、もともとはヘルスフェルト住民に対するニックネームをテーマにして2003年にリング広場に建立されたミュッケンシュテュルマーの群像、2005年にシュティフツベツィルクに設けられたコンラート・ドゥーデンとコンラート・ツーゼのブロンズ製記念碑、ホロコーストの犠牲となったヘルスフェルトのユダヤ人を追悼して2010年9月6日と2011年3月29日に設置された合計43基のストルパーシュタイン（躓きの石）がある。
さらにシュヴァルツブルク同盟の記念碑もある。
- ルルスの泉
- アルノルト・レヒベルクによる第一次世界大戦の犠牲者記念碑
- コンラート・ドゥーデン（右）とコンラート・ツーゼ（左）の記念碑
- シュヴァルツブルク同盟の記念碑
- ヘルスフェルトのストルパーシュタイン（クラウス通り18a）

### スポーツ
- 多くの市区の、多くのサッカークラブの他に、「SVA バート・ヘルスフェルト」がある。このクラブの第1チームは2008年/2009年シーズンをフェアバンツリーガ・ヘッセン北でプレイした。第2チームはベツィルクスリーガ・フルダ北、A-ジュニアチームはヒュンダイ・オーバーリーガ・ヘッセンに属している。他の球技については、「ヘルスフェルト体操クラブ 1848 e.V.」に他の多くの種目とともにハンドボール、バレーボール、バスケットボールもある。
- 「SG ヘッセン・ヘルスフェルト」のチームは、1997/1998年シーズンから2002/2003年シーズンまで女子ハンドボール・ブンデスリーガでプレイした。
- 「ヘルスフェルダー・カヌー＝クラブ 1977 e.V.」、「カヌー＝ヴァンデラー・ヘルスフェルト 1986 e.V.」、「ヘルスフェルダー・ルダーフェライン 1977 e.V.」 の3つの漕艇・カヌークラブが、夏に主にフルダ川で活動している。ヘルスフェルダー・ルダーフェラインは競技漕艇も行っている。
- バート・ヘルスフェルトには、アメリカンフットボール・クラブ「バート・ヘルスフェルト・ライダース」がある。このクラブはアイヒホーフのスポーツグラウンドでプレイしている。
- 各市区の射撃クラブの他に、「ヘルスフェルト射撃ギルド 1252 e.V.」がある。これはドイツで活動中のクラブの中でも最も古いクラブの1つである。
- 「バート・ヘルスフェルト航空スポーツ e.V.」は、ハッテンバッハに近いランゲンベルク（ニーダーアウラ地区）にグライダー飛行場を有している。
- 「バート・ヘルスフェルト騎馬・乗馬クラブ e.V.」は1907年に創設された。このクラブは1997年からホーフ・ヴェーネベルクの民営施設を利用している。このホーフ・ヴェーネベルク乗馬場には、2つの室内乗馬場と1つの大きな野外馬場がある。
- 「モータースポーツクラブ・バート・ヘルフォルト」は1952年からモータースポーツを行っている。初めは何度かオフロードテストを開催したが、やがてこのクラブはフルダアウエの草地のコースでレースを行い、国際的な参加者も現れるようになった。このクラブの選手は国内外の様々な種目でチャンピオンのタイトルを獲得している。数年前からこのレースは人工照明の下で行われている[44]。
- 「ヘルスフェルダー・ヴァンダーフェライン e.V.」は1885年に創設された。このクラブはヴェーネベルクの山小屋「ハウス・ジルバーディステル」を運営している。主な活動と目標としてこのクラブは、この地域のハイカーの保護と振興およびバート・ヘルスフェルト周辺の主要な遊歩道の維持管理に取り組んでいる。
- バート・ヘルスフェルトには「ドイツ・アルペン協会」の支部がある。支部の建物はカルコベスにある。

### 年中行事
全国的に有名なのは、バート・ヘルスフェルト演劇祭、歌劇祭、演劇祭コンサートである。これらは6月から8月に修道院跡で開催される。この他の大きな音楽イベントには、バート・ヘルスフェルトのバッハの日（毎年復活祭にヨハン＝ゼバスティアン＝バッハ＝ハウスで開催される）、ライブ＝ジャズ＝フェスティバル（毎年6月の第1週末に旧市街全域のステージで開催される）、シュタットユーゲントナハト（毎年9月の第1土曜日にペーターストーア橋の下で開催される）、メタルフェスト（毎年秋に開催される）がある。毎年約15,000人が訪れるキンダーターク（こどもの日）は9月の第1堂曜日に行われる。この時内市街は「大きな遊園地」となる。

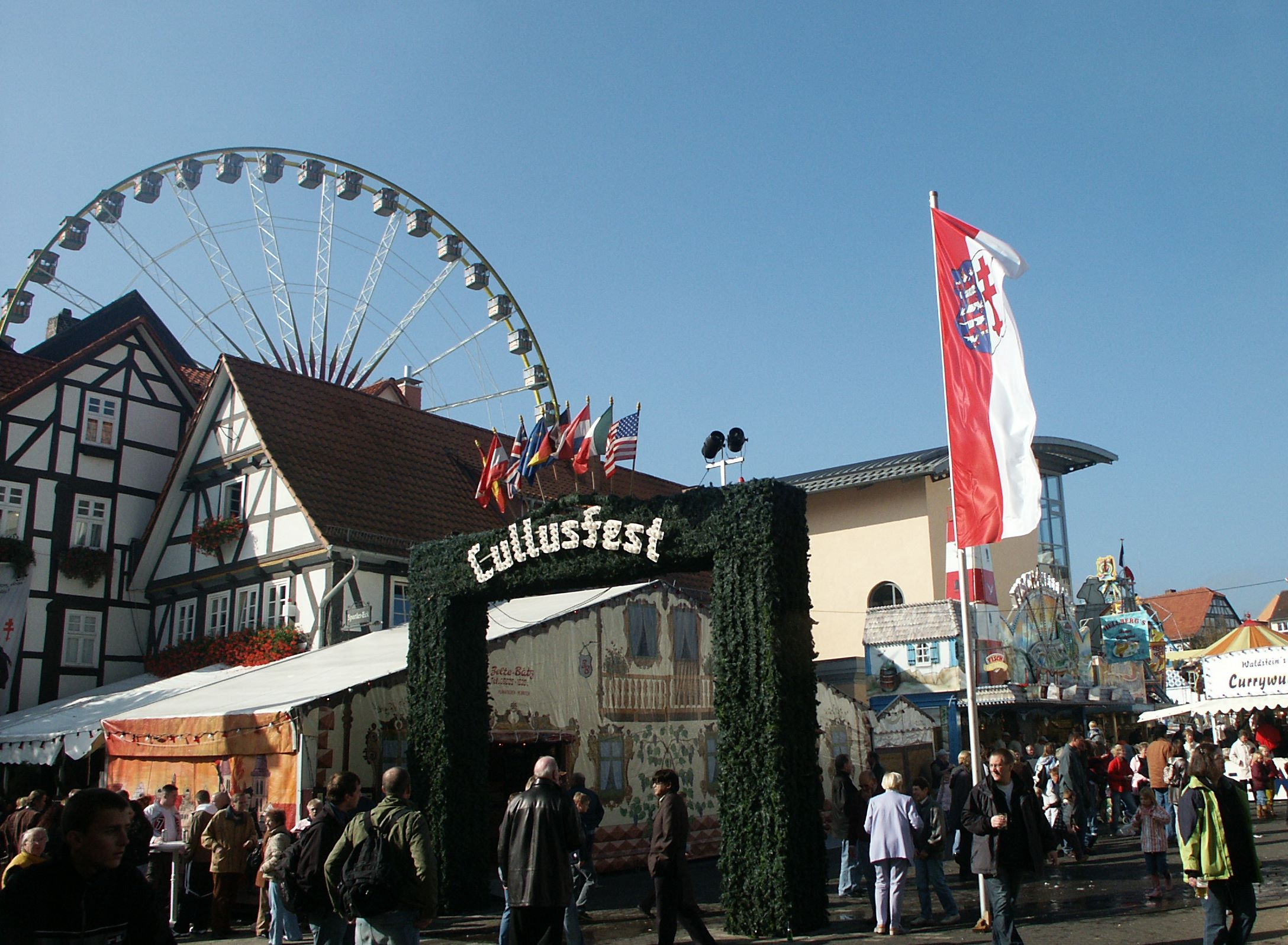
ルルスフェスト（2006年）

ドイツで最も古い世俗祭の1つがルルスフェストである。この祭は、10月16日が含まれる週に開催される。他の大きな世俗祭は、イェーガーグラーベンでの射撃ギルドの射撃祭や消防団のターゲベルクフェスト（自然の中の森林祭）がある。スポーツイベントには、ザウアー・ロルスラウフ（ルルスフェストに併せて行われるマラソンレース）や毎年夏にモータースポーツクラブ・バート・ヘルフォルトが 500 m の草地のコースで開催する国際バート・ヘルスフェルダー DMV-人工照明レースがある。このクラブは毎年6月最終週末に国際的なオペル交流会を主催している。
隔年1月にヴァルトヘッセンハレでショー「スポーツ & ショー」が開催される。この3時間のショーには200人以上の、アスリート、アーティスト、ミュージシャンがヨーロッパ全土から集合する。1975年にホーエンローダでスポーツプレスショーとして始まり、やがて7,000人の観客を集めるようになった。
本市のマーケットの多くがリング広場で開かれる。週の市は週2回、蚤の市・ガラクタ市は4月から10月までの第1土曜日ごとに開催される。さらに年に1度の市場としては、復活祭の祝日前の水曜日に開かれる復活祭の市、聖霊降臨祭前の水曜日に開催される聖霊降臨節の市、ルルスフェストの週の水曜日に開かれるルルスクラン市、懺悔と祈りの日に開かれる秋の市がある。また、バート・ヘルスフェルトのクリスマスマーケットは、リング広場に1万本の照明を点すのが伝統である。
1938年11月8日、バート・ヘルスフェルトのシナゴーグが焼き討ちされた。これによりバート・ヘルスフェルトは1938年11月の排斥運動によってユダヤ教の宗教施設が破壊されたドイツ最初の都市となった。毎年この蛮行を悔悟する追悼祭が、バート・ヘルスフェルトキリスト教会作業サークルによって開催されている。

## 経済

### 立地の利点
ドイツ再統一後、バート・ヘルスフェルトはドイツの中央に位置することになり、アウトバーン A4号線、A7号線に面しており、A5号線にも近い。このことから、この街は流通業の重要拠点に発展した。

### 地域計画
この街は、ヘッセン州の地方開発計画では、上級中心の一部機能を有する中級中心都市と位置づけられている。本市には、地域外へも出動する自衛消防団がある。市域の他に、アウトバーンA4号線やA7号線の一部を管轄しており、はしご車や重症用救急車などの特殊車両を出動させ近隣市町村を支えている。

### 地元企業
バート・ヘルスフェルトの古い業種である紡績業は、丈夫なポリエステル糸を製造するドゥラフィーバー・テクノロジース（旧ヘーヒスト＝ヴェルク）が担っていた。この他の古くから地元にある家族企業として、ローレンツ・モール GmbH & Co. KG（鉱油販売、LOMO-ガソリンスタンド経営。2008年7月に破産した後、新たな出資者の下でLOMOの商標を使用して17軒のガソリンスタンドおよび1か所の遠距離輸送トラック用給油所を経営している）や、2008年以降シュトラバークSE が過半数を有している高所・地下工事会社キルヒナー・ホールディング GmbHがある。
電子技術分野では、EMSサービス業者のアステールフラッシュ・ヘルスフェルト GmbH（旧ツーゼ KG、その後 KRONE コミュニケーションテクニーク GmbH、EZH GmbH、EN 電子ネットワーク・ヘルスフェルト GmbH）および電子支払いシステム製造業者ベリフォン GmbH がある。機械製造や交通技術分野では、グレンツェバッハ-BSH GmbH（2009年まではシルデ AG の建物に入居していた）、リンデ・ラーデンバウ GmbH & Co. KG、TLT-ターボ GmbH、TROX-TLT GmbH が挙げられる。流通業者は、主にドイツ再統一後にここに進出した。amazon.de や書籍取次業者 Libri 社の後、物流業者 RS コンポーネンツのヨーロッパ・ハブもバート・ヘルスフェルトに定住した。

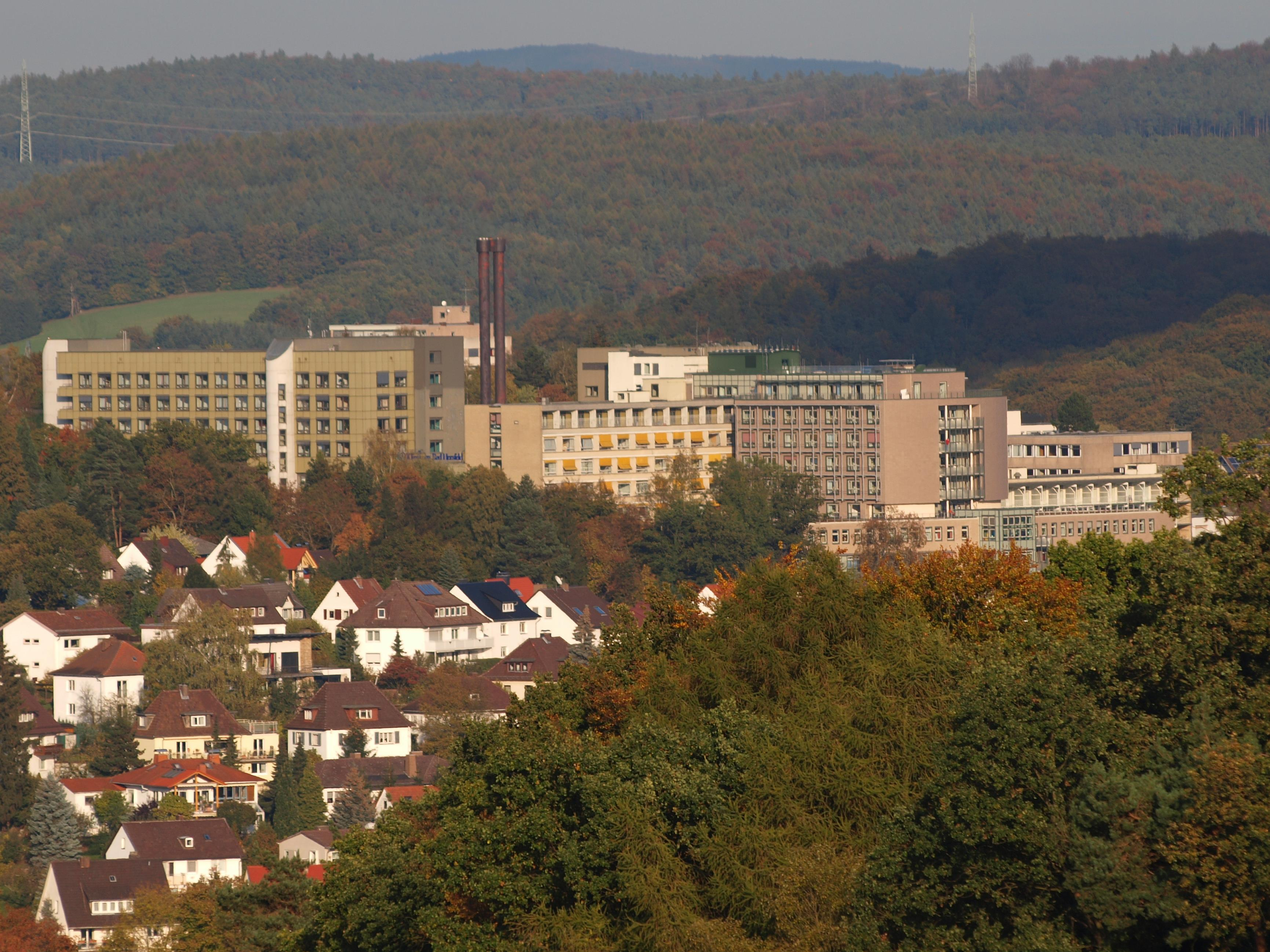
クリニークム・バート・ヘルスフェルト

この他の重要な経済因子が医療産業で、一部は温泉を支援している。市内には、以下の病院がある: クリニークム・バート・ヘルスフェルトは主に一般医療分野に従事している。この他に、クリニーク・イム・クアパルク（精神身体医学と整形外科の病院）、ヴィクベルツヘーエ専門クリニーク（社会精神身体的疾患に対する病院）、ヴィタリスクリニーク（消化・代謝疾患に対する病院）および整形外科救急病院。
地元の最大の金融機関がバート・ヘルスフェルト＝ローテンブルク貯蓄銀行である。最大の組合銀行は、VR-バンクフェライン・バート・ヘルスフェルト＝ローテンブルク eG である。
2014年に、市の北側の市境沿い、ヴェーネベルク地区に6基の風力発電機が設置された。地元の施設局は、フルダ川の堰で水力発電を行っている。

### 交通

#### 道路
この街の近くには、南北に通るアウトバーン A5号線（ハッテンバッハからバーゼル）および A7号線（フレンスブルクからフュッセン）と東西に通るアウトバーン A4号線（アーヘンからゲルリッツ）が交差するキルヒハイム・ジャンクションとハッテンバッハ・ジャンクションがある。
さらに連邦道 B27号線（ハルツ山地からボーデン湖）が南北交通の、B62号線（マールブルクからバート・ザルツンゲン）が東西交通の重要な役割を担っている。B324号線は、アウトバーンA7号線への接続路となっている。これら3本の連邦道は、バート・ヘルスフェルトで交差する。

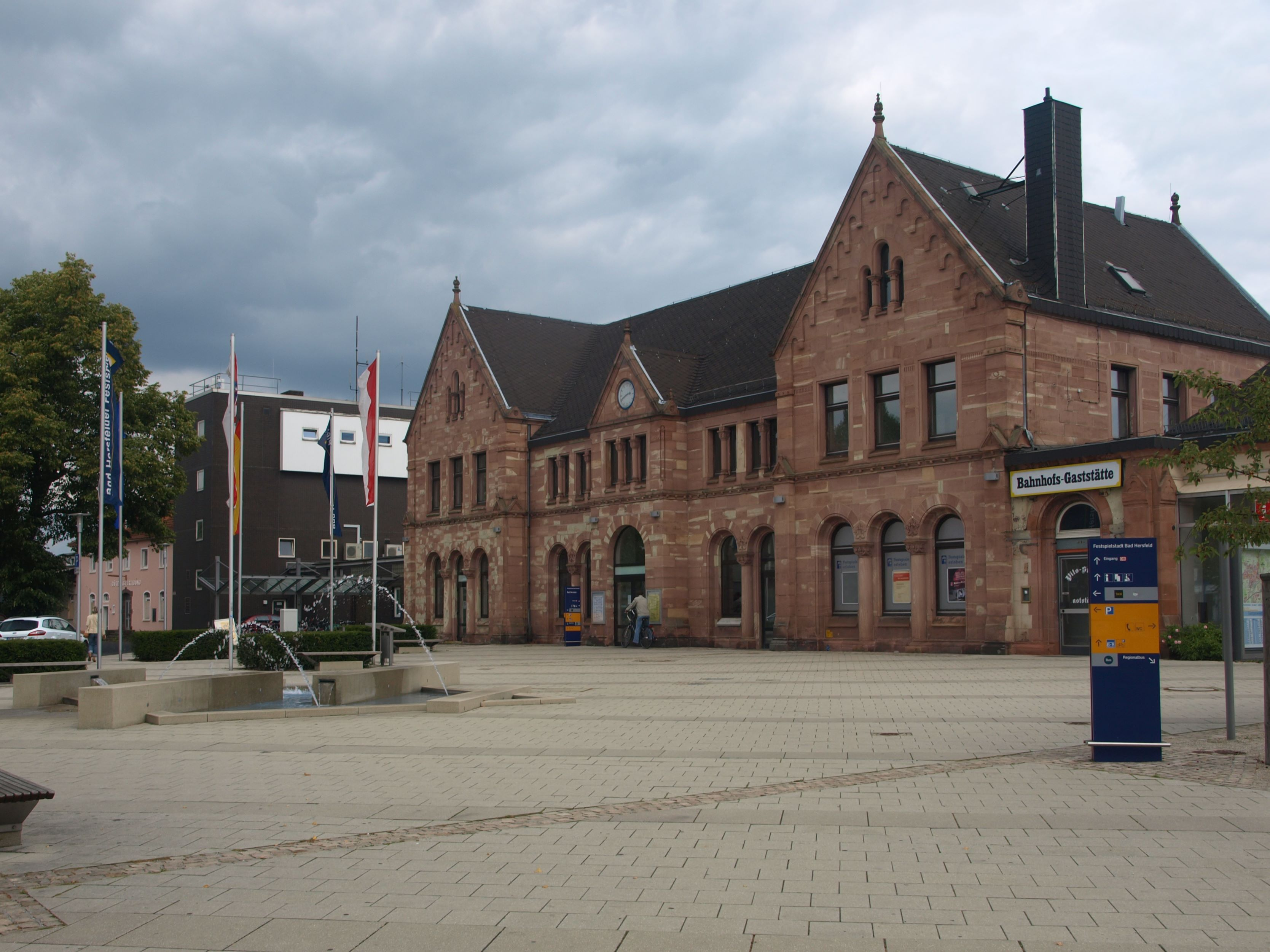
バート・ヘルスフェルト駅

#### 鉄道
バート・ヘルスフェルト駅は、（カッセル -）ベーブラ - フルダ線に面している。この駅では2時間間隔で、フランクフルト・アム・マイン空港からドレスデン行きのICおよびICEが発着する。
地域交通は、北ヘッセン交通連盟が運営している。カントウス交通会社のローカル列車が1時間ごとにカッセルやフルダ、散発的にゲッティンゲンへ運行されている。
ヘルスフェルト駅の南でクニュルヴァルト鉄道が分岐する。この鉄道のバート・ヘルスフェルト - ニーダーアウラ間の旅客運行は1984年に廃止されており、貨物運行のみが行われている。ヘルスフェルト鉄道会社が運営していたバート・ヘルスフェルトからフィリップスタール行きの軽便鉄道は1993年に廃止され、シェンクレングスフェルトまでの区間は自転車道に改造されている。

#### 公共旅客近郊交通
公共の旅客交通は、北ヘッセン交通連盟によって運営されている。7系統の市バス路線と5系統の地方バス路線がレーンエネルギーによって運行されている。さらに6系統の路線をRKHが運行している。周辺町村のすべての路線が、駅で鉄道に接続している。市バス路線は30分ごとにブライテン通りの中央停留所を発着している。

#### 自転車道・遊歩道
3つの森が豊かな中低山地、クニュル山地、ゾイリングスヴァルト、レーン山地の支脈の間に位置することから、よく整備された自転車道・遊歩道網が存在する。長短の地域トレイル（たとえば、全長 52 km で、のべ約 1110 m の高低差を制覇するグローサー・バート・ヘルフォルト遊歩道など）の他にヘッセン州あるいはドイツ全域に伸びる自転車道も通っている。いくつかの例を列記する:
- ヘッセン広域自転車道 R1号線（フルダ自転車道）: レーン山地の高台からフルダ川沿いに、ヴェーザー河畔のバート・カールスハーフェンまでの 250 km[50]。
- ヘッセン広域自転車道 R7号線（ラーン川からヴェラ川へ）: ラーンタール、フォーゲルスベルク山地、フルダタールを通る 215 km[51]。
- バーンラートヴェーク・ヘッセン: ハーナウから旧鉄道軌道を利用して約 250 km、フォーゲルスベルク山地やレーン山地を通ってバート・ヘルスフェルトが終点である[52]。
- D-ルート 9（ヴェーザー＝ロマンティック街道）: 北海からブレーメン、カッセル、フルダ、タウバータールを通ってアルゴイ（ドイツ語版、英語版）のフュッセンまで (1,197 km)[53]

広域遊歩道には、ヴィルトバーン (X 3)、ルルスプファート (X 16)、フルダヘーエンヴェーク (X 17)、フルダタールヴェーク (F 60)、クルツェ・ヘッセン (+ 36) がある。これらの道路の多くは市の他に、ヘルスフェルダー・ヴァンダーフェライン、クニュル山地協会、レーンクラブによって保守整備されている。

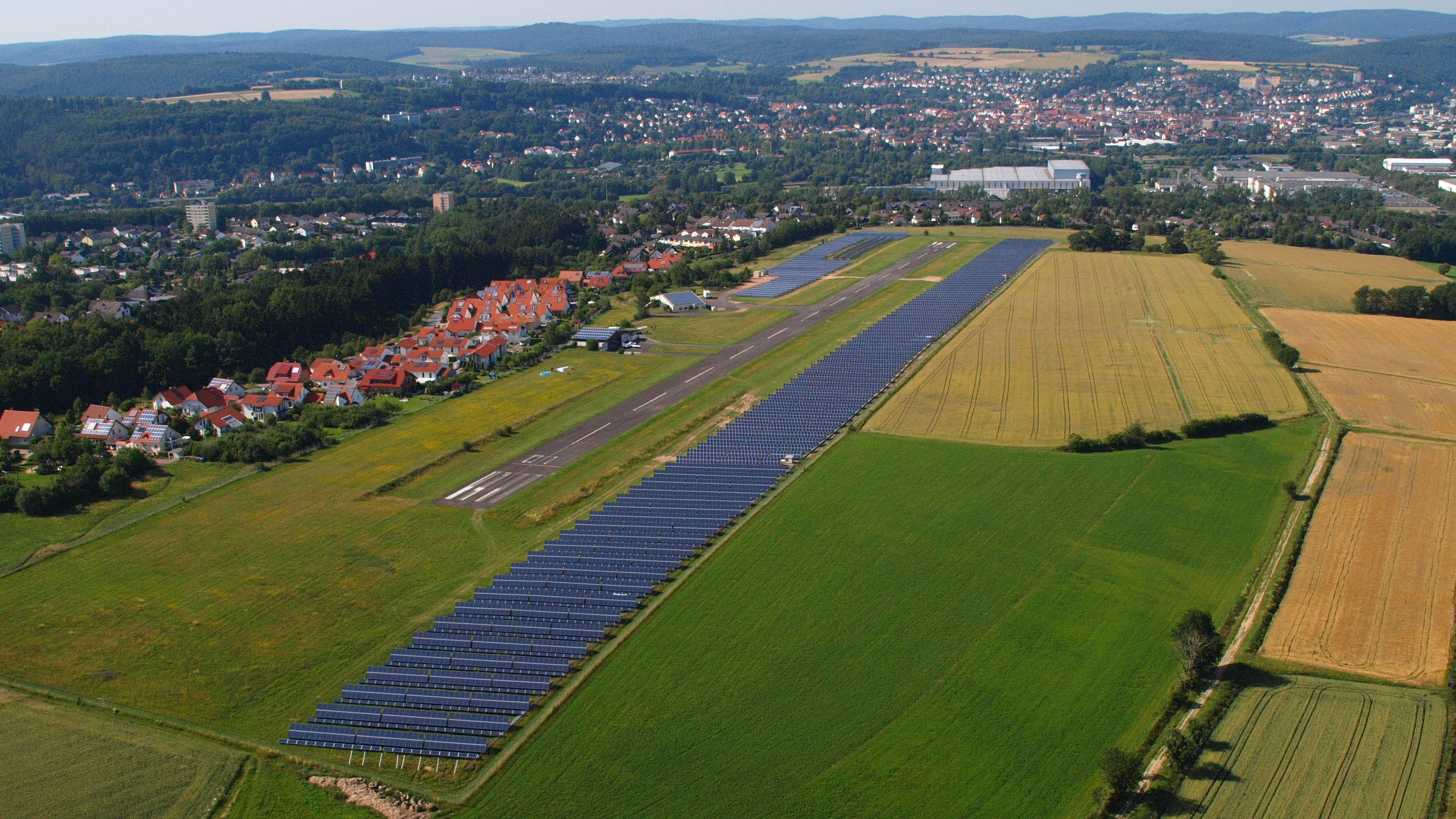
ヨハネスベルク飛行場

#### 航空
ヨハネスベルク飛行場は、特別地方飛行場に分類される。長さ約 671 m、幅 18 m のアスファルトの滑走路は、南北方向を向いている。この飛行場はヨハネスベルク地区の、海抜 284 m にある。
この飛行場は、1952年から1953年の間にアメリカ軍によって建設され、ホーエ・ルフト市区のマックフィーター兵舎に属していた。当時はウェーバー＝トンプソン米軍軍事飛行場と呼ばれていた。1993年のアメリカ軍撤退後この飛行場はモーター＝フリーガー＝クラブ e.V. バート・ヘルスフェルトに譲渡された。

### メディア
この街では日刊紙「ヘルスフェルト・ツァイトゥング」（1763年創設）と週2回刊行のフリーペーパー「クライスアンツァイガー」（1980年創刊）がある。両紙は2002年からディルク・イッペン出版コンツェルンに属している。独立した広報誌「クラーテクスト」は2008年8月から2012年末まで刊行されていた。2008年5月1日から「ファンタスティックラジオ・ヘルスフェルト」が本市から放送を行っている。

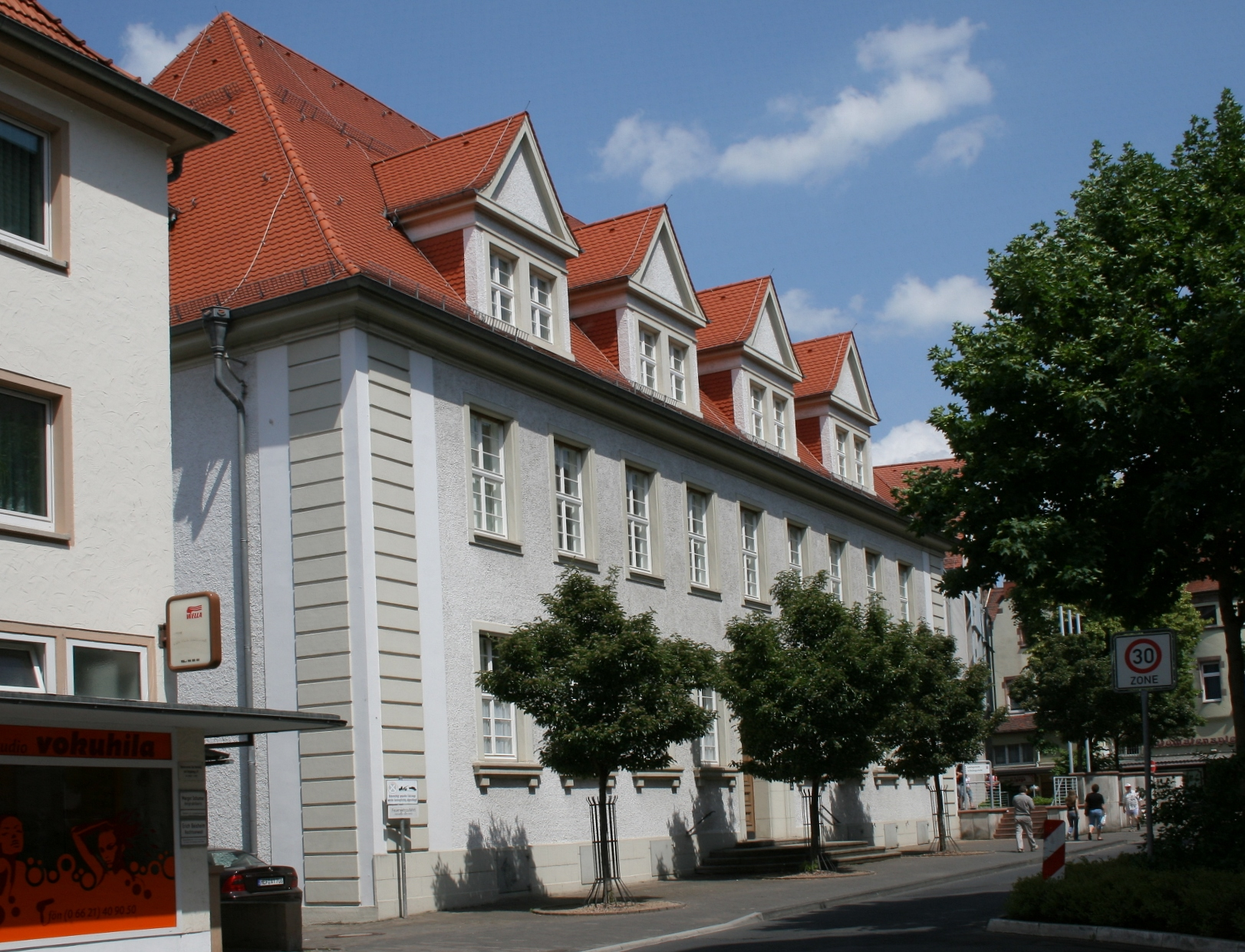
バート・ヘルスフェルト区裁判所

### 公共機関
通常の郡庁所在地としての機関（たとえば、バート・ヘルスフェルト区裁判所や1923年から2011年まで存在したバート・ヘルスフェルト労働裁判所）や「文化と見所」の項に記載した機関の他に、市立ホール、ブックカフェ（文化・コミュニケーション協会が経営している）、コンラート＝ドゥーデン市立図書館がある。この図書館は、1999年3月にバート・ヘルスフェルトのマルクト広場に開館した。図書館の総面積は約 1000 m2 で、2007年12月31日現在、65,000点のメディアを収蔵しており、年間約21万点が貸し出されている。
スポーツ分野では2つのプールがある「アクア・フィット」（スポーツ・ファミリー・プール）とクアパークの「クアバート・テルメ」（健康プール）である。この他に屋外温水プールガイスタールバートがある。この他多くのスポーツ種目がヤーンパルク（レジャー・スポーツセンター）、ノルディック＝ウォーキング＝パルク、スポーツグラウンドやテニス場で楽しむことができる。
内市街のヤーンパルクは2000年にオープンしたスポーツ・交流施設で、ミニゴルフ場、バレーボールコート、バスケットボールコート、その他多くのスポーツ競技施設を備えている。

### 温泉施設

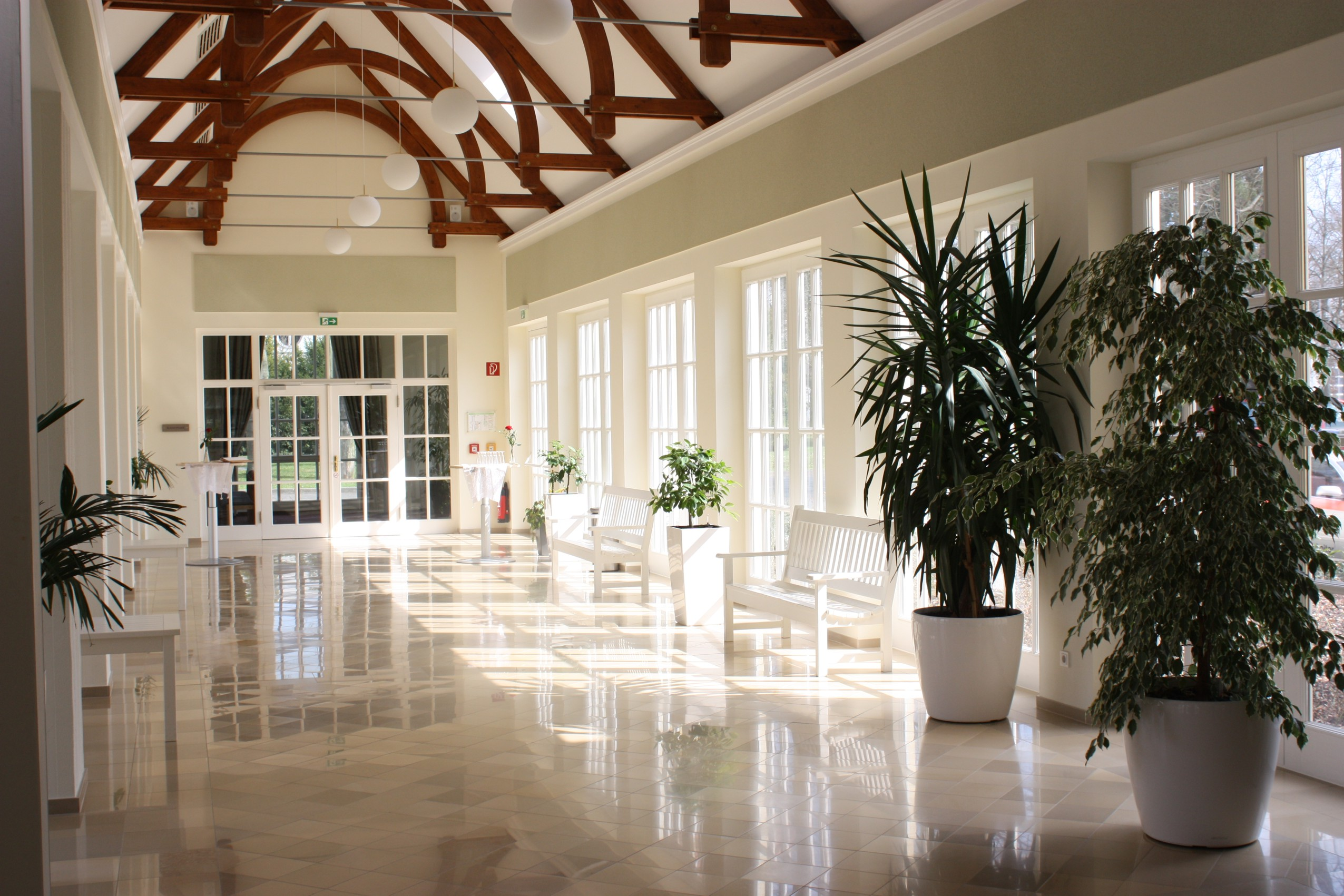
クアハウスの内部

バート・ヘルスフェルトには2つの鉱泉がある。現在の温泉業は1904年のルルス源泉の開発によって始まった。この源泉は、1518年から文献に記載されていたが、17世紀の洪水によって被害を受けていた。ヴィタリス源泉は1949年にボーリングがなされ、この街を温泉「バート・ヘルスフェルト」に押し上げた。バート・ヘルスフェルトは1963年から「ヘッセン州の温泉」に数えられている。水は硫酸ナトリウムを強く含んでいる。2006年からは「バート・ヘルスフェルトの天然水」としてミネラルウォーターの瓶詰めもなされている。1997年に温泉業は民営化されたが、2004年に経営破綻し、事業は自治体に戻された。
温泉業は主に、肝臓、胆嚢、胃、腸、代謝疾患、精神身体疾患、運動・骨格器官の障害、リウマチ様疾患に対する飲泉および湯治が行われている。2005年に温泉施設の民営化が失敗した後、市が経営を引き継いだ。

### 教育
バート・ヘルスフェルトには基礎課程学校が3校ある。ガイスタール総合学校、オーバースベルク総合学校、コンラート＝ドゥーデン＝シューレである。最後に挙げた学校は、ヘルスフェルトのミヒャエル修道院によって修道院学校として1570年に設立された。1956年から「アルテ・クロスターシューレ」と呼ばれた。1876年から1905年までコンラート・ドゥーデンが当時の王立ヘルスフェルト・ギムナジウムの校長を務めた。1980年にその栄誉を讃えて旧修道院学校はコンラート＝ドゥーデン＝シューレと改名された。
モデルシューレ・オーバースベルクは、ギムナジウムのオーバーシュトゥーフェと商業学校を運営している。東ヘッセン成人教育学校は長らく本課程および実科学校、専門単科大学、一般的な単科大学課程の卒業資格を発給している。エルンスト＝フォン＝ハルナック＝シューレ、アン・デア・ゾンマーザイテ基礎課程学校、ゾルガ基礎課程学校、コリプリ基礎課程学校、リングシューレ、ヴィルヘルム＝ノイハウス＝シューレがある。この他に、特殊学校フリードリヒ＝フレーベル＝シューレがある。
さらに2校の職業学校、ヘルスフェルト＝ローテンブルク郡の職業学校およびモデルシューレ・オーバースベルク（商業学校）がある。また、金属職業教育センターや商業およびサービス業教育センターもある。
その他の教育施設としては、中央ヘッセン技術単科大学の経営学と流通管理の2つの専門課程のためのキャンパス（シュトゥディウムプルス）、社会人のための夜間学校、法的損害保険単科大学、ドイツ被雇用者アカデミー、フラウエンベルク福音主義青年教育施設（クアヘッセン＝ヴァルデック福音主義教会が運営する）、郡の市民大学、ヘルスフェルト＝ローテンブルク郡音楽学校がある。

## 人物

### 出身者
- フリードリヒ・リスナー（ドイツ語版、英語版）（1553年頃 - 1580年）数学者
- ヴィルヘルム・フォルクマール（1812年 - 1887年）オルガン奏者、音楽教師、作曲家
- フリッツ・ペーター・シェーファー（ドイツ語版、英語版）（1931年 - 2011年）物理学者
- ヴェルナー L. マイアー（1966年 - ）アメリカンフットボール選手
- ディルク・ミュラー（ドイツ語版、英語版）（1973年 - ）自転車競技選手
- シュコドラン・ムスタフィ（1992年 - ）サッカー選手

### ゆかりの人物
- ルルス（ドイツ語版、英語版）（710年頃 - 786年）マインツ大司教、ヘルスフェルト修道院（ドイツ語版、英語版）初代修道院長
- ラムペルト・フォン・ヘルスフェルト（ドイツ語版、英語版）（1928年以前 - 1085年以前）歴史記者、ヘルスフェルト修道院の修道士であった。
- コンラート・ドゥーデン（ドイツ語版、英語版）（1829年 - 1911年）哲学者、辞書学者。王立ヘルスフェルト・ギムナジウムの学長を務めた。1880年ドイツ語正書法辞典を公刊した。
- ジークフリート・ハインリヒ（1935年 - ）指揮者。1961年から2014年まで歌劇祭や演劇祭コンサートに精力的に取り組み、ヨハン＝ゼバスティアン＝バッハ＝ハウスの建設を開始した。

## 関連図書
- Arno Bingel (2002), Hersfeld im Wandel der Zeiten (ドイツ語), Erfurt: Sutton Verlag, ISBN 978-3-89702-410-6。
- Holger Th. Gräf (Bearb.): Hessischer Städteatlas, Lieferung I,2: Bad Hersfeld. Hessisches Landesamt für geschichtliche Landeskunde, Marburg 2007.
- Dieter Handtke (1995), Ein nostalgischer Stadtrundgang durch Bad Hersfeld (ドイツ語), Bad Hersfeld: Ott-Verlag
- Norbert Landeck, Michael Würz, Hermann-Josef Hohmann (2001), Bad Hersfeld: AugenBlicke – Bilder und Geschichten (ドイツ語), Bad Hersfeld: Ott-Verlag, ISBN 978-3-9806842-2-4。
- Hersfeld. In: Meyers Konversations-Lexikon. 4. Auflage. Band 8, Verlag des Bibliographischen Instituts, Leipzig/Wien 1885–1892,  S. 446.
- Wolfgang Wette: Modernes Bauen im denkmalgeschützten Bestand – drei Beispiele aus Bad Hersfeld. In: Die Gartenkunst 26 (2/2014), S. 173–186.
- Thomas Wiegand (1999), Landesamt für Denkmalpflege Hessen (ed.), "Kulturdenkmäler in Hessen. Landkreis Hersfeld Rotenburg III: Stadt Bad Hersfeld", Denkmaltopographie Bundesrepublik Deutschland (ドイツ語), Braunschweig/Wiesbaden: Vieweg+Teubner, ISBN 978-3-528-06248-4。
- Waldemar Zillinger (1980), Bad Hersfeld (Deutsche Lande – Deutsche Kunst) (ドイツ語), München: Deutscher Kunstverlag, ISBN 978-3-422-00117-6。

これらの文献は、翻訳元であるドイツ語版の参考文献として挙げられていたものであり、日本語版作成に際し直接参照してはおりません。